# Filstroff
Filstroff est une commune française située dans le département de la Moselle et le bassin de vie de la Moselle-Est, en région Grand Est.

## Géographie
Les communes limitrophes sont  Bibiche, Bouzonville, Chémery-les-Deux, Colmen, Freistroff, Guerstling et Neunkirchen-lès-Bouzonville.

### Écarts et lieux-dits
- Beckerholz
- Bibischerbach (moulin et ferme).

### Hydrographie
La commune est située dans le bassin versant du Rhin au sein du bassin Rhin-Meuse. Elle est drainée par la Nied, le ruisseau de Bibiche et le ruisseau le Dusbach.
La Nied, d'une longueur totale de 96,7 km, prend sa source dans la commune de Marthille, traverse 47 communes françaises, puis poursuit son cours en Allemagne où elle se jette dans la Sarre.

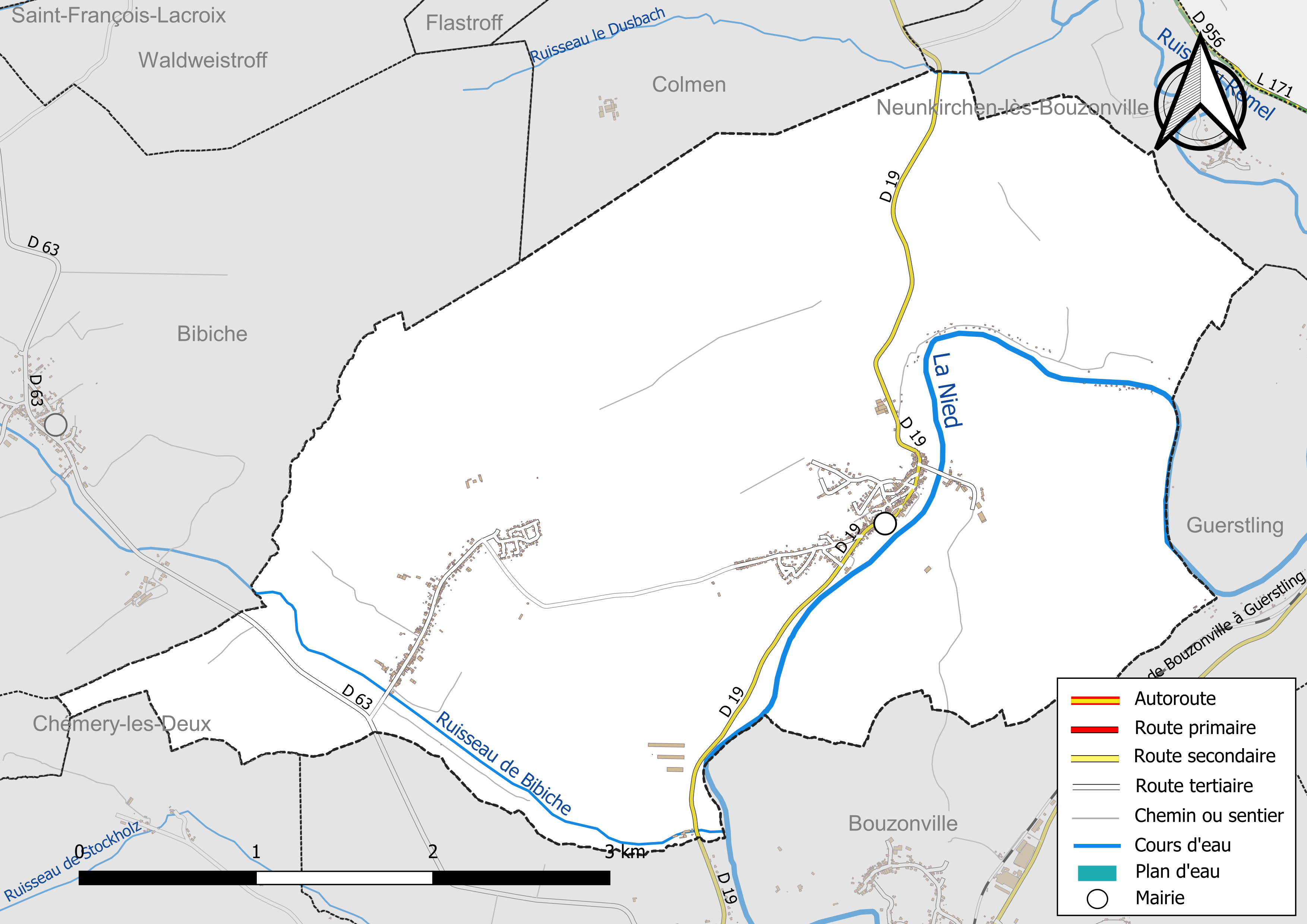
Réseaux hydrographique et routier de Filstroff.

La qualité des eaux des principaux cours d’eau de la commune, notamment de la Nied, peut être consultée sur un site spécial géré par les agences de l’eau et l’Agence française pour la biodiversité.

### Climat
Pour des articles plus généraux, voir Climat du Grand Est et Climat de la Moselle.
En 2010, le climat de la commune est de type climat des marges montargnardes, selon une étude du Centre national de la recherche scientifique s'appuyant sur une série de données couvrant la période 1971-2000. En 2020, Météo-France publie une typologie des climats de la France métropolitaine dans laquelle la commune est exposée à un climat semi-continental et est dans la région climatique  Lorraine, plateau de Langres, Morvan, caractérisée par un hiver rude (1,5 °C), des vents modérés et des brouillards fréquents en automne et hiver. 
Pour la période 1971-2000, la température annuelle moyenne est de 9,8 °C, avec une amplitude thermique annuelle de 16,8 °C. Le cumul annuel moyen de précipitations est de 762 mm, avec 11,9 jours de précipitations en janvier et 9,2 jours en juillet. Pour la période 1991-2020, la température moyenne annuelle observée sur la station météorologique de Météo-France la plus proche, « Malancourt », sur la commune d'Amnéville à 30 km à vol d'oiseau, est de 10,2 °C et le cumul annuel moyen de précipitations est de 884,1 mm. 
La température maximale relevée sur cette station est de 39,3 °C, atteinte le 25 juillet 2019 ; la température minimale est de −17,9 °C, atteinte le 5 janvier 1985,,. 
Les paramètres climatiques de la commune ont été estimés pour le milieu du siècle (2041-2070) selon différents scénarios d'émission de gaz à effet de serre à partir des nouvelles projections climatiques de référence DRIAS-2020. Ils sont consultables sur un site spécial publié par Météo-France en novembre 2022.

## Urbanisme

### Typologie
Au 1er janvier 2024, Filstroff est catégorisée commune rurale à habitat dispersé, selon la nouvelle grille communale de densité à sept niveaux définie par l'Insee en 2022.
Elle est située hors unité urbaine. Par ailleurs la commune fait partie de l'aire d'attraction de Bouzonville, dont elle est une commune de la couronne,. Cette aire, qui regroupe 12 communes, est catégorisée dans les aires de moins de 50 000 habitants,.

### Occupation des sols
L'occupation des sols de la commune, telle qu'elle ressort de la base de données européenne d’occupation biophysique des sols Corine Land Cover (CLC), est marquée par l'importance des territoires agricoles (68,1 % en 2018), en diminution par rapport à 1990 (68,9 %). La répartition détaillée en 2018 est la suivante : 
terres arables (42,9 %), forêts (28,1 %), prairies (15 %), zones agricoles hétérogènes (10,3 %), zones urbanisées (3,8 %). L'évolution de l’occupation des sols de la commune et de ses infrastructures peut être observée sur les différentes représentations cartographiques du territoire : la carte de Cassini (XVIIIe siècle), la carte d'état-major (1820-1866) et les cartes ou photos aériennes de l'IGN pour la période actuelle (1950 à aujourd'hui).

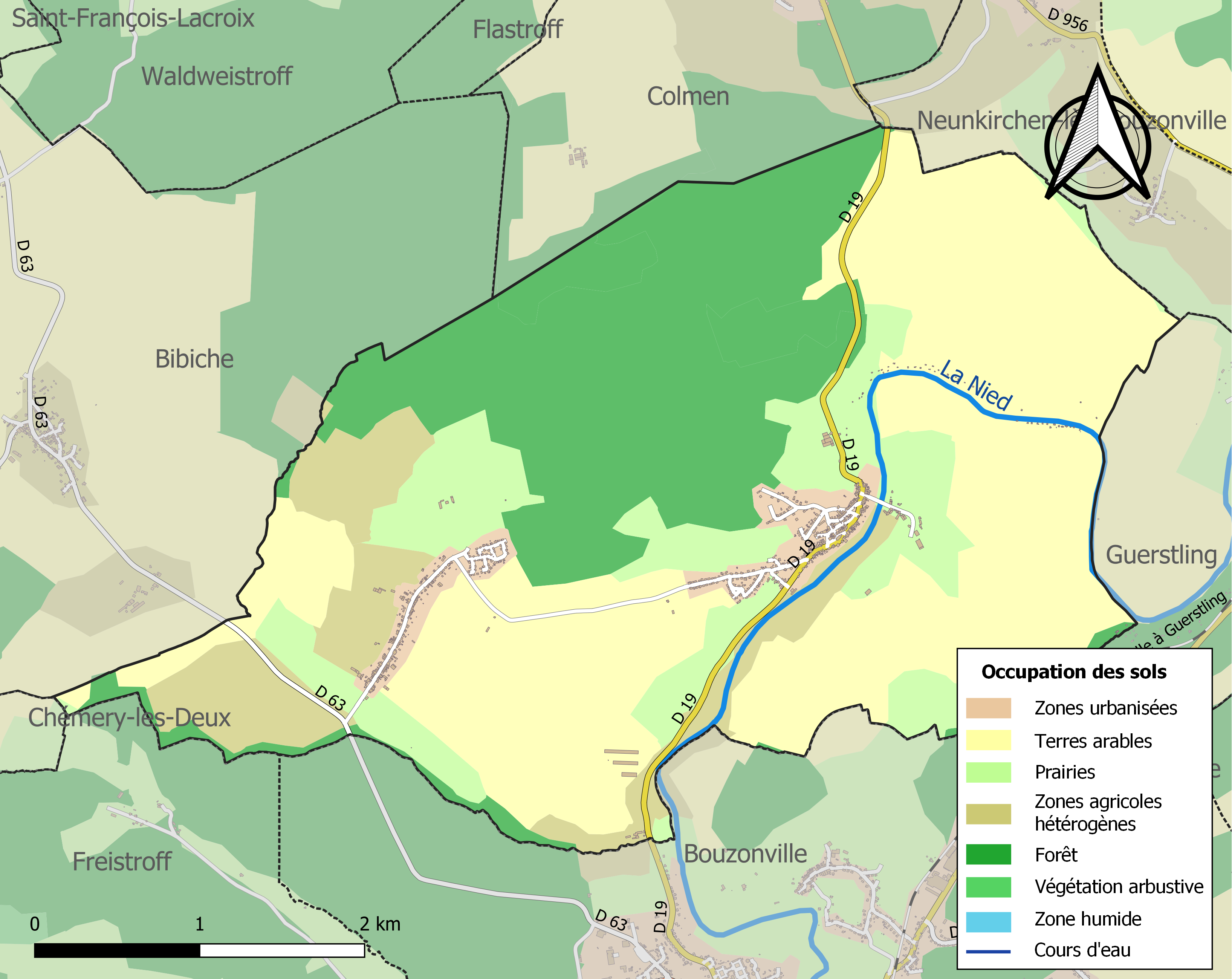
Carte des infrastructures et de l'occupation des sols de la commune en 2018 (CLC).

## Toponymie

### Filstroff
Ancien noms : Fildorff, Filsdorff (1170) ; Vilsdroff (1179) ; Filtzdorff (1405) ; Filendorff, Silendorff, Fulstroff (1544) ; Fellstroff, Fellstorff (1594) ; Filtorf (1681) ; Filstroff (1793).
En allemand: Filsdorff. En francique lorrain : Félschtroff.

### Beckerholz
Bœkeris (1360), Bolkerholtz (1609), Selliershausen ou Beckerholtz (1617), Becquerholtz (1617), Belcherholtz (XVIIIe siècle).
En francique lorrain : Berkerholz et Belcherholz.

## Histoire
Ancienne possession de l'abbaye de Bouzonville.
Dépendait de l'ancien duché de Lorraine, devint française en 1766.

## Politique et administration
| Période                                  | Période   | Identité           | Étiquette | Qualité |
| ---------------------------------------- | --------- | ------------------ | --------- | ------- |
| Les données manquantes sont à compléter. |           |                    |           |         |
| 1965                                     | mars 1995 | Eugène Grausem     |           |         |
| mars 1995                                | mars 2008 | Jean-Claude Rodach |           |         |
| mars 2008                                | En cours  | René Kupperschmitt |           |         |

## Démographie
L'évolution du nombre d'habitants est connue à travers les recensements de la population effectués dans la commune depuis 1800. Pour les communes de moins de 10 000 habitants, une enquête de recensement portant sur toute la population est réalisée tous les cinq ans, les populations de référence des années intermédiaires étant quant à elles estimées par interpolation ou extrapolation. Pour la commune, le premier recensement exhaustif entrant dans le cadre du nouveau dispositif a été réalisé en 2008.

En 2022, la commune comptait 774 habitants, en évolution de −0,77 % par rapport à 2016 (Moselle : +0,52 %, France hors Mayotte : +2,11 %).
| 1800 | 1806 | 1821 | 1836  | 1841 | 1861 | 1866 | 1871 | 1875 |
| ---- | ---- | ---- | ----- | ---- | ---- | ---- | ---- | ---- |
| 484  | 505  | 874  | 1 016 | 974  | 851  | 890  | 878  | 819  |

| 1880 | 1885 | 1890 | 1895 | 1900 | 1905 | 1910 | 1921 | 1926 |
| ---- | ---- | ---- | ---- | ---- | ---- | ---- | ---- | ---- |
| 804  | 764  | 701  | 681  | 686  | 719  | 724  | 676  | 673  |

| 1931 | 1936 | 1946 | 1954 | 1962 | 1968 | 1975 | 1982 | 1990 |
| ---- | ---- | ---- | ---- | ---- | ---- | ---- | ---- | ---- |
| 669  | 678  | 679  | 662  | 648  | 653  | 635  | 744  | 810  |

| 1999 | 2006 | 2008 | 2013 | 2018 | 2022 | - | - | - |
| ---- | ---- | ---- | ---- | ---- | ---- | - | - | - |
| 785  | 846  | 863  | 797  | 773  | 774  | - | - | - |

## Culture locale et patrimoine

### Lieux et monuments

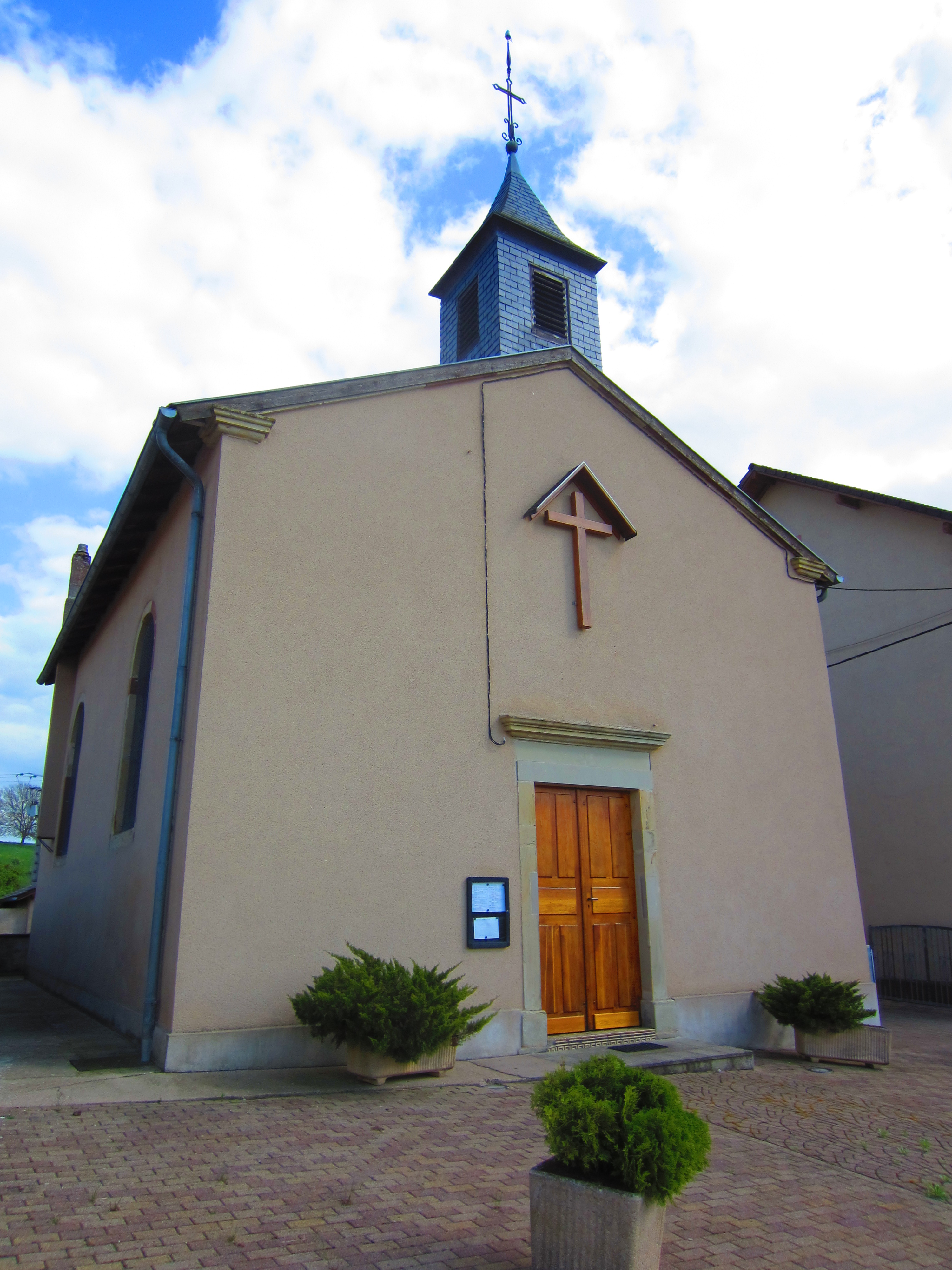
Chapelle de la Très-Sainte-Trinité à Beckerholz.

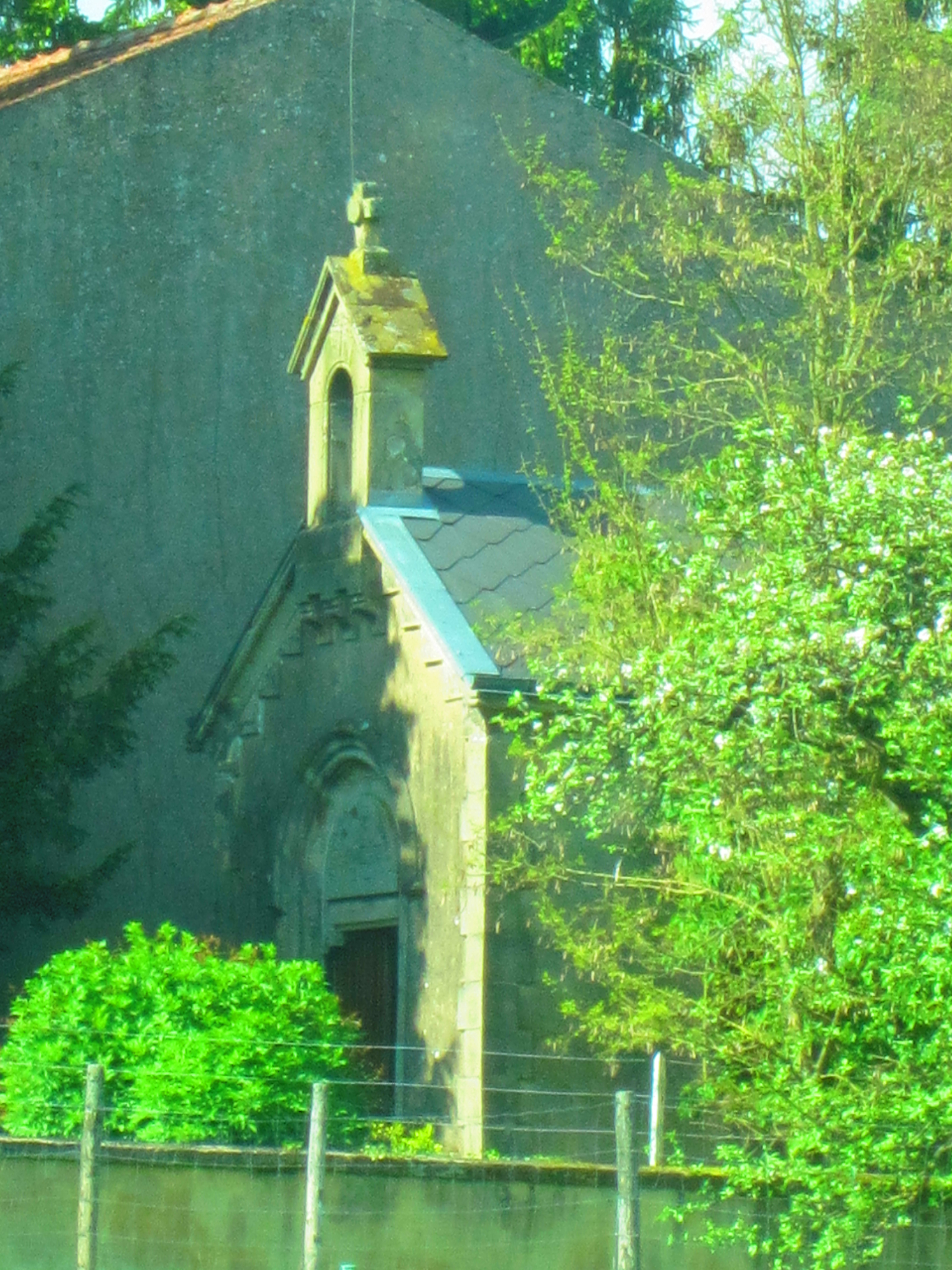
Chapelle castrale Saint-Oswald de Beckerholz.

#### Édifices civils
- Vestiges gallo-romains (sépultures).
- Château Saint-Oswald à Beckerholz avec chapelle castrale et ferme.

#### Édifices religieux
- Église Notre-Dame 1769 : orgue Dalstein fin XIXe siècle
- Chapelle de la Très-Sainte-Trinité à Beckerholz.
- Chapelle castrale Saint-Oswald à Beckerholz.

### Personnalités liées à la commune
- Jean-Louis Kieffer, (1948-) écrivain

## Pour approfondir